# Famille Nasi
Pour l’article homonyme, voir Nasi.
Les Nasi sont une famille piémontaise, originaire de Saluzzo.

## Histoire
L'avocat Giovanni Antonio, qui était procureur général adjoint (1786), en faisait partie. Son fils Giuseppe Maria (Saluzzo 1753 - Turin 1823), fut collatéral de la Chambre (1797), conservateur général du Tabellione (1814) et deuxième président de la Chambre (1818). Il avait une réputation d'éminent juriste et a laissé des ouvrages à caractère juridique. Il prêta serment avec les nobles en 1822. Il épousa Giuseppa, du comte Giovanni Pietro Gloria, en 1786.
De ce mariage naquit Giovanni Antonio (1789-1868) qui, comme son père, fut magistrat à Turin. Le 23 janvier 1836, il fut créé baron pour ses services et ceux de son père. De son mariage avec la baronne Angela Borsarelli di Rifreddo sont nés : Giuseppe, Luigi, Michele et Carlo Fiorenzo. Son neveu, le baron Carlo Nasi (1877-1935) épousa Caterina (Aniceta) Agnelli (1889 - 1928), fille du fondateur de FIAT, le sénateur Giovanni Agnelli.
À la mort de ce dernier en décembre 1945, c'est le fils de Carlo, Giovanni Nasi (1918-1995), qui représenta les deux familles Agnelli-Nasi au conseil d'administration du groupe Fiat, en tant que vice- président de Vittorio Valletta, jusqu'à la présidence de son cousin Gianni Agnelli en 1966. Depuis lors, un représentant de la famille Nasi a toujours été au conseil d'administration du groupe, le  Giovanni Agnelli B.V., enfin l'actuel vice-président Alessandro Nasi (1974), fils d'Andrea et neveu de Giovanni Nasi.

## Personnalité
- Carlo Nasi (it) (1877-1935) marin et footballeur italien